# Magnacavallo
Magnacavallo (lombardul: Magnacavàl) település Olaszországban, Lombardia régióban, Mantova megyében. Lakosainak száma 1394 fő (2023. január 1.). Magnacavallo Borgocarbonara, Poggio Rusco, Sermide e Felonica és Borgo Mantovano községekkel határos.

## Népesség
A település lakossága az elmúlt években az alábbi módon változott:
| Lakosok száma | 1521 | 1506 | 1394 |
|               | 2017 | 2018 | 2023 |